# Langinkoski

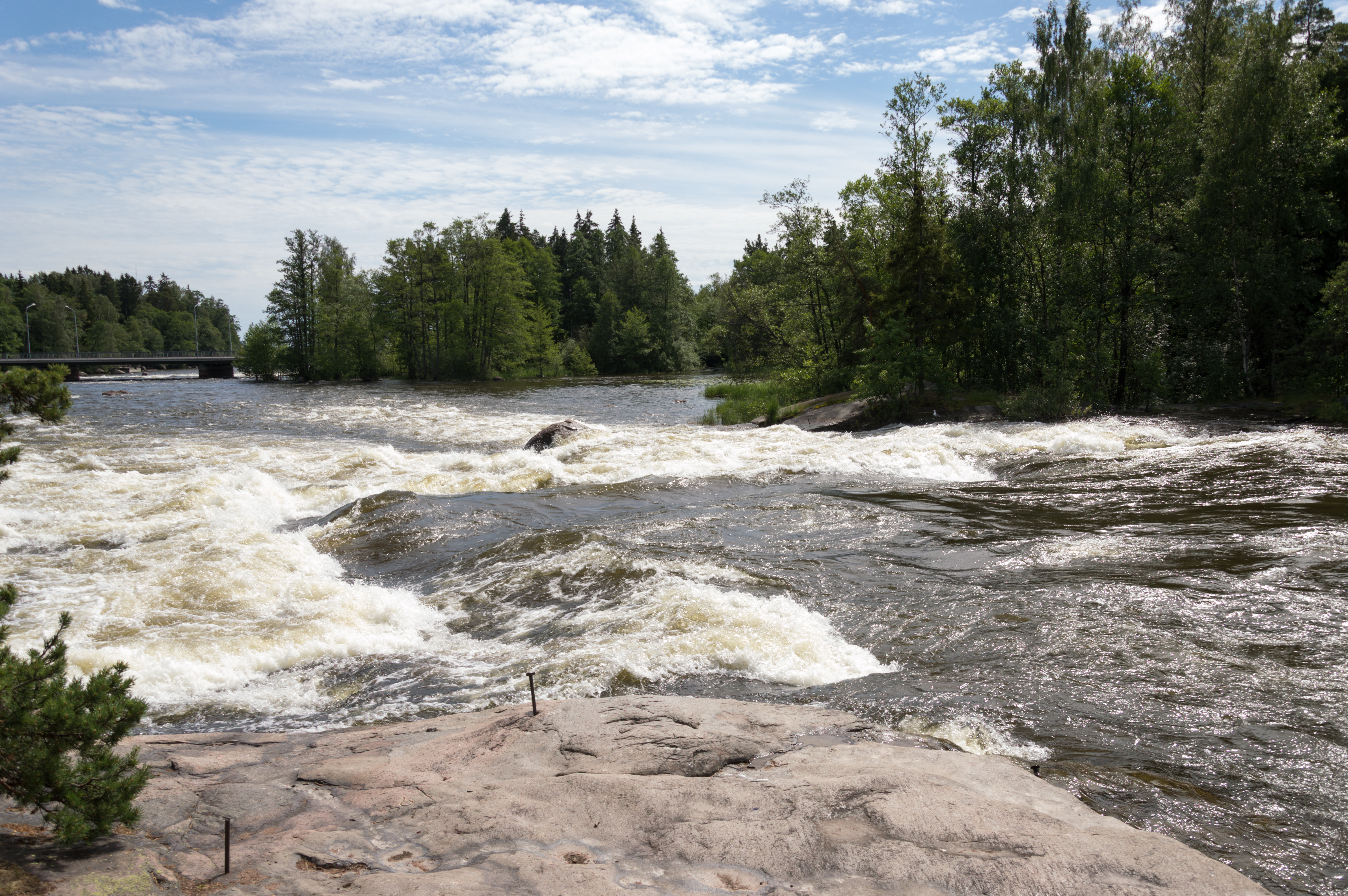
De Langinkoski

Langinkoski is een natuurreservaat en de naam van een stroomversnelling van de rivier de Kymijoki iets ten noorden van het Finse Kotka.
Nadat tsaar Alexander III van Rusland had gehoord dat dit een goede plek was om op zalm te vissen bezocht hij de stroomversnelling in 1880, samen met zijn vrouw Maria Fjodorovna. Hij liet er vervolgens in 1888 een vissershut bouwen. Toen Finland in 1917 onafhankelijk werd kwam het houten gebouw in bezit van de staat en raakte in verval. Na restauratie was het van 1933 tot 2018 een museum.

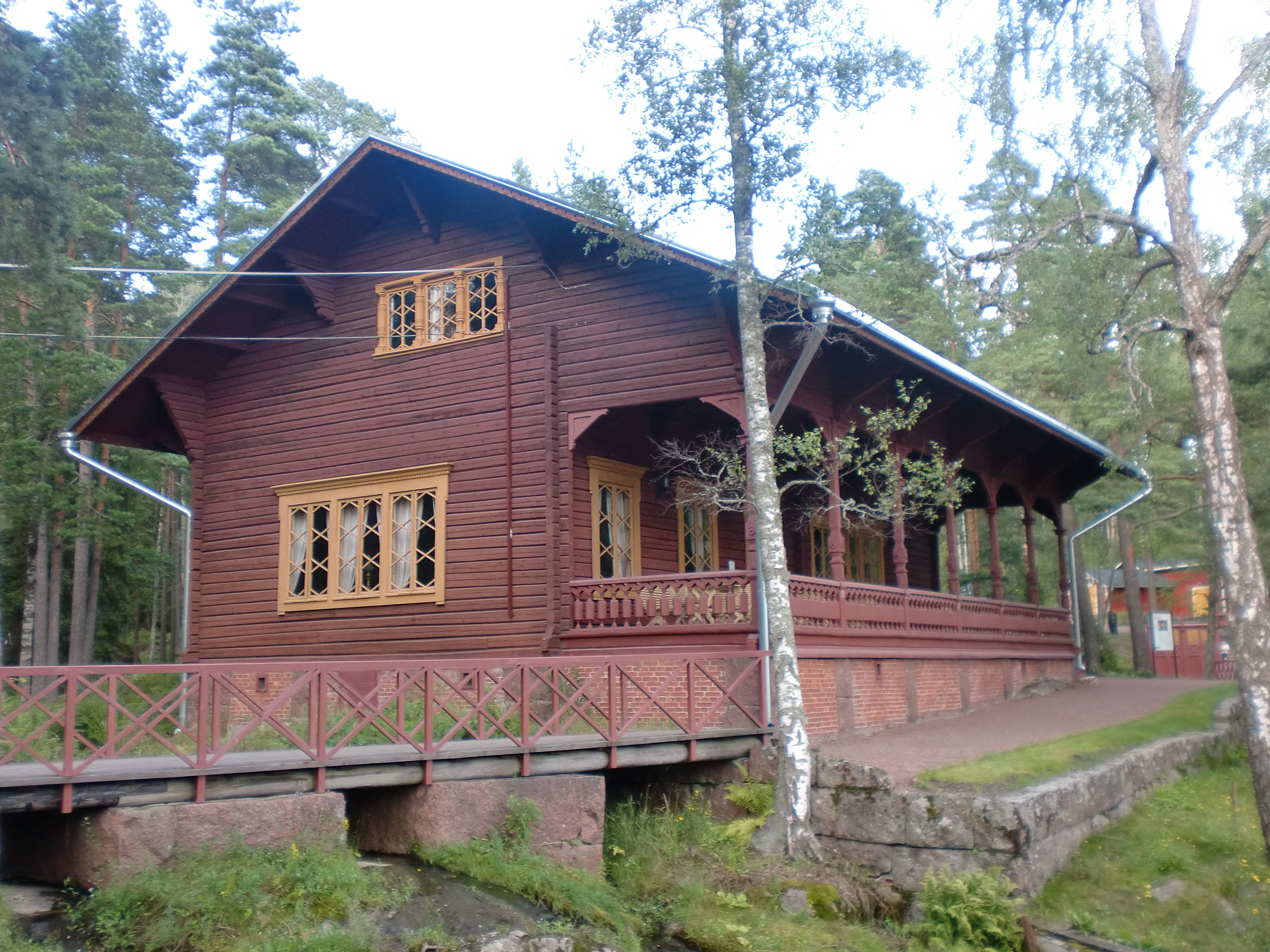
Vissershut van de tsaar in 2016
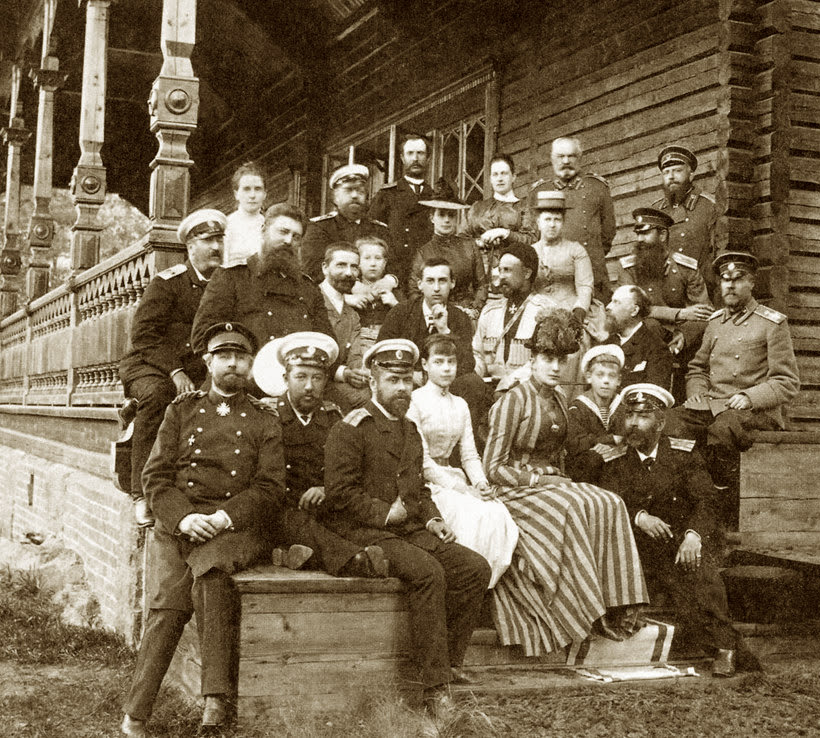
Tsaar Alexander III (bovenste rij links met pet) met zijn familie bij de hut